# Maryam Zaree
Maryam Zaree (en persa: مریم زارع‎, * 22 de julio de 1983 en Teherán, Irán) es una actriz, cineasta y autora alemana. Apareció en varias producciones cinematográficas europeas y se hizo conocida por papeles protagónicos en películas como Shahada y su premiada actuación en la serie 4 Blocks, por la que recibió el Premio Grimme en 2018. Hizo su debut como directora con el documental Born in Evin sobre su nacimiento en la prisión de Evin, que ganó el Deutscher Filmpreis al mejor documental en 2020.

## Biografía
Maryam Zaree nació en la prisión de Evin en la capital iraní, Teherán. En 1985, su madre, Nargess Eskandari-Grünberg, posteriormente alcaldesa de Fráncfort del Meno por un corto período, huyó con ella a Alemania debido a la persecución política. Desde los dos años creció en Fráncfort del Meno. Del 2004 al 2008 completó sus estudios de actuación en Potsdam en la Universidad Estatal de Cine y Televisión “Konrad Wolf” en el Studio Babelsberg.  Durante su formación participó en varias producciones cinematográficas y televisivas. 
Zaree se hizo conocida por interpretar el papel principal de Maryam en la película Shahada. Se proyectó en la competición oficial del Festival Internacional de Cine de Berlín 2010 y ganó premios en Alemania y en varios festivales internacionales (incluido el Hessian Film Prize, el Studio Hamburg Young Talent Prize y el Gold Hugo en el Festival Internacional de Cine de Chicago). Zaree ha recibido varios premios por su actuación, incluido el premio a la Mejor Actuación Protagónica en el Festival Internacional de Cine de Monterrey en México y una Mención Especial por su actuación en el 37º Festival Anual de Cine. Festival Internacional de Cine de Gante.

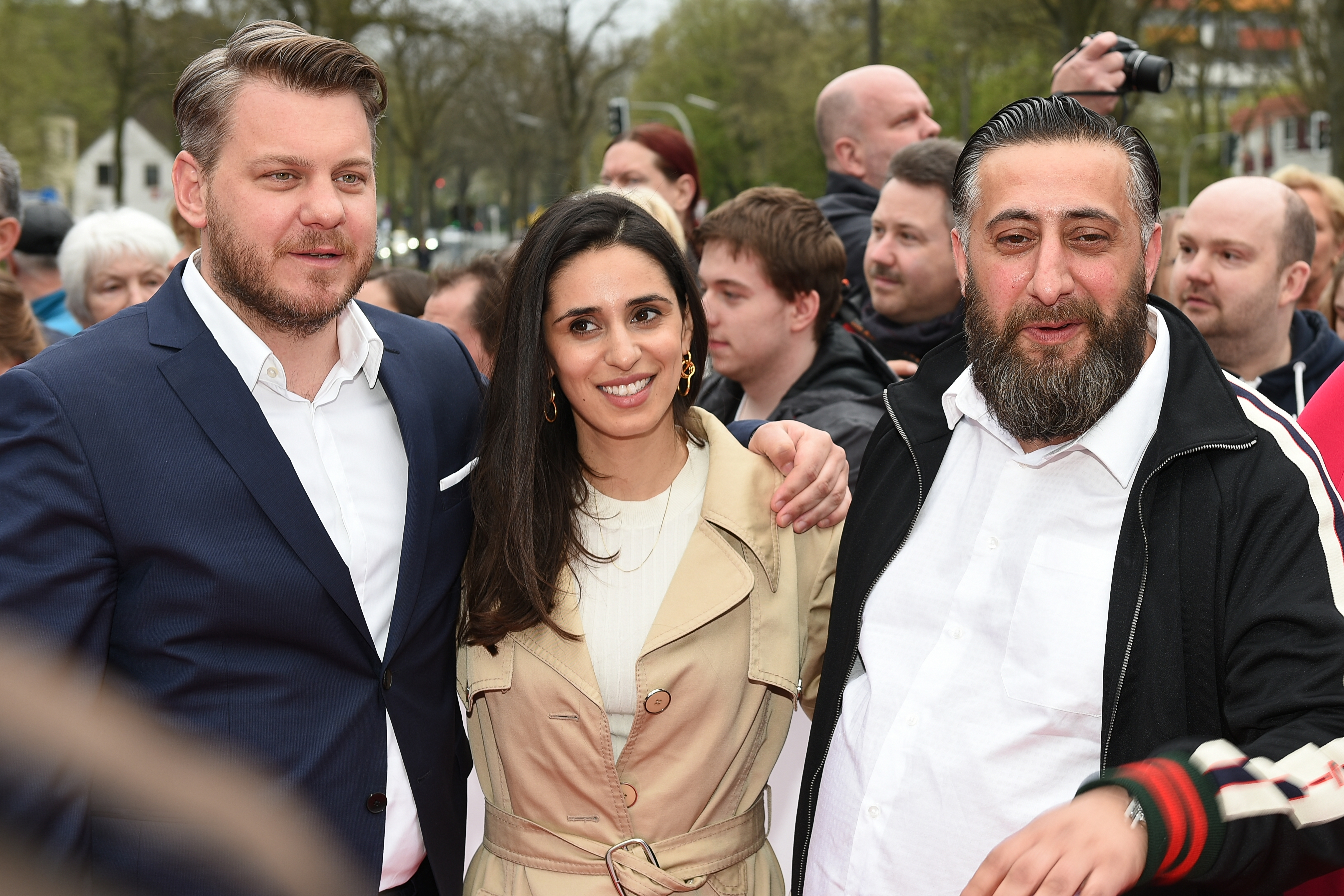
Maryam Zaree con Marvin Kren y Kida Khodr Ramadan, entrega del Premio Grimme 2018 por 4 bloques

Desempeñó papeles protagónicos en películas como Burnt Down y Marry Me. En 2012 apareció en un doble papel en la coproducción turco-francesa-griega Yo no soy él de Tayfun Pirselimoglu. La película tuvo su estreno mundial en el Festival de Cine de Roma y fue nombrada “Mejor Película” en el Festival Internacional de Cine de Estambul. En los últimos años ha aparecido cada vez con más frecuencia en películas europeas, entre ellas en un papel protagónico en la producción cinematográfica franco-belga Le Chant des Hommes. De 2015 a 2019 apareció en la televisión alemana como la científica forense Nasrin Reza en la escena del crimen de Berlín con el equipo de investigación Rubin y Karow. En la serie 4 Blocks interpreta a Khalila, una de las protagonistas femeninas.
Zaree es actriz invitada en el Schauspielhaus Hannover y en Berlín en el Teatro Maxim Gorki, en el Schaubühne de Lehniner Platz y en el Ballhaus Naunynstraße.
También trabaja como escritora y directora. Con su primera obra, Kluge Gefühle, ganó el premio de autor en el Play Market de Heidelberg en 2017 y el premio Schiller Memorial en 2019. Andrea Getto lo editó para una versión radiofónica para la Norddeutscher Rundfunk en 2019.
En 2019 recibió una residencia de escritura en el Royal Court Theatre de Londres.
Con Born in Evin, su debut como directora de cine en 2019, Zaree volvió al comienzo de su vida en la prisión de Evin, donde se han producido violaciones de derechos humanos y masacres de miembros de la oposición.  La película se estrenó en el puesto 69 en 2019. Se estrenó en la Berlinale y allí recibió el premio Kompass Perspective a la mejor película. Se presentó en más de 40 países y recibió numerosos premios. 
En 2020 recibió el Premio del Cine Alemán a la mejor película documental.  Ese mismo año, Zaree fue miembro del jurado del Premio de Cine de Amnistía Internacional en la Berlinale. 

## Filmografía
- 2006: Sunny Hill (Kino, dirección: Luzius Rueedi)
- 2006: Tatort – Die Anwältin (TV-Reihe, dirección: Dieter Berner)
- 2006: Vögel ohne Beine (dirección: Burhan Qurbani)
- 2007: Mein Vogel fliegt schneller (Kino, dirección: Gülseli Bille Baur)
- 2008: Dr. Molly &amp; Karl (TV, dirección: Franziska Meyer Price)
- 2008: Engel sucht Liebe (TV, dirección: Franziska Meyer Price)
- 2009: Bis an die Grenze (TV, dirección: Marcus O. Rosenmüller)
- 2009: Notruf Hafenkante: Knock-Out (TV, dirección: Oren Schmuckler)
- 2009: Shahada (Kino, dirección: Burhan Qurbani)
- 2010: SOKO Leipzig: Der Aufstand (TV, dirección: Maris Pfeiffer)
- 2010: Tatort – Der illegale Tod (TV, dirección: Florian Baxmeyer)
- 2011: Abgebrannt (dirección: Verena S. Freytag)
- 2012: Brüder (Kurzfilm, dirección: Türker Süer)
- 2012: Geisterfahrer (TV, dirección: Lars Becker)
- 2012: Tatort – Fette Hunde (TV, dirección: Andreas Kleinert)
- 2012: Tod einer Polizistin (TV, dirección: Matti Geschonneck)
- 2013: Longs Laden (Spielfilm, dirección: Andreas Scheffer)
- 2013: I’m not him (Spielfilm, dirección: Tayfun Pirselimoglu)
- 2013: Unter Feinden (TV, dirección: Lars Becker)
- 2013: Tatort – Happy Birthday, Sarah (TV, dirección: Oliver Kienle)
- 2013: Willkommen bei Habib (dirección: Michael Baumann)
- 2014: Über-Ich und Du (Spielfilm, dirección: Benjamin Heisenberg)
- 2014: Le Chant des Hommes (Spielfilm, dirección: Bénédicte Liènard und Mary Jimenez)
- 2014: Welcome to Iceland (Spielfilm, dirección: Felix Tissi)
- seit 2015: Tatort → siehe Rubin und Karow
  - 2015: Das Muli
  - 2015: Ätzend
  - 2016: Dunkelfeld
  - 2017: Amour Fou
  - 2017: Dein Name sei Harbinger
  - 2018: Tiere der Großstadt
  - 2019: Der gute Weg
- 2015: Marry Me – Aber bitte auf Indisch (Kino, dirección: Neelesha Barthel)
- 2017: Tatort – Land in dieser Zeit (TV, dirección: Markus Imboden)
- 2017–2019: 4 Blocks (TV)
- 2018: Transit (dirección: Christian Petzold)
- 2018: Polizeiruf 110: Tatorte (dirección: Christian Petzold)
- 2019: Born in Evin (dirección und Drehbuch; documental)
- 2019: Systemsprenger (dirección: Nora Fingscheidt)
- 2019: Weitermachen Sanssouci (dirección: Max Linz)
- 2019: Leif in concert – Vol.2 (dirección: Christian Klandt)
- 2020: Undine (dirección: Christian Petzold)
- 2020: Futur Drei (dirección: Faraz Shariat)
- 2020: Tatort – Die Nacht gehört dir
- 2020: MaPa (serie de televisión)
- seit 2021: Legal Affairs (serie de televisión)
- 2022: Doppelhaushälfte (serie de televisión)
- 2022: Aus meiner Haut (dirección: Alex Schaad)
- 2022: King of Stonks (Netflix-Serie)

## Teatro
- 2008: Stormy Love in a Beatbox, Schauspielhaus Hannover (dirección: Volker Schmidt)
- 2009: Ritchy 3, Schauspielhaus Hannover (dirección: Volker Schmidt)
- 2009: Wilde Herzen, Treibstoff 09 Theatertage Basel (dirección: Michael Koch)
- 2011: The Day Before The Last Day, Schaubühne am Lehniner Platz (dirección: Yael Ronen)
- 2012: Beg Your Pardon, Ballhaus Naunynstraße
- 2016: Denial, Maxim-Gorki-Theater (dirección: Yael Ronen)

## Reproducciones de radio
- 2014: Elodie Pascal: Blowback | Der Auftrag – dirección: Elisabeth Pulz (Hörspiel – DKultur)

## Premios
- 37. Festival Internacional de Cine de Gante : Mención especial por actuación en Shahada [9]
- 2010: 6. Festival Internacional de Cine de Monterrey: “Mejor Actriz”, por su papel en Shahada
- 2017: Premio de autor del Play Market de Heidelberg por su obra Kluge Gefühle. [10]
- 2018: Premio Grimme 2018 por su actuación en 4 Blocks [11]
- 2019: Premio en memoria de Schiller [12]
- 2019: Premio Compass Perspective en la Berlinale a la mejor película Born in Evin [13]
- 2019: Premio Cineuropa del Público al mejor largometraje por Born in Evin [14]
- 2019: Festival de Cine de Five Lakes – Premio de Cine Documental por Born in Evin [15]
- 2019: Premio de Cine de Hesse - Premio al Mejor Actor Revelación por Born in Evin [16]
- 2020: Premio del Cine Alemán - Mejor documental por Born in Evin [17]
- 2020: Premio Alemán de Equidad de la VERDI Film Union por Born in Evin [18]